# Marlierea guanabarina
Marlierea guanabarina är en myrtenväxtart som beskrevs av Joáo Rodrigues de Mattos och Carlos Maria Diego Enrique Legrand. Marlierea guanabarina ingår i släktet Marlierea och familjen myrtenväxter. Inga underarter finns listade i Catalogue of Life.